# Município de Winton
O município de Winton (em inglês: Winton Township) é um localização localizado no  condado de Hertford no estado estadounidense da Carolina do Norte. No ano 2010 tinha uma população de 4.441 habitantes.

## Geografia
O município de Winton encontra-se localizado nas coordenadas 36° 22′ 51,56″ N, 76° 56′ 50,85″ O.